# 鏡のヴィーナス
『鏡のヴィーナス』（かがみのヴィーナス、西: Venus del espejo、英: Venus at her Mirror）は、スペイン黄金世紀の巨匠であるスペイン人画家のディエゴ・ベラスケスが描いた絵画。『鏡を見るヴィーナス』とも。ロンドン・ナショナル・ギャラリーの所蔵で、英語圏では『ロークビーのヴィーナス (The Rokeby Venus)』と呼ばれることが多く、諸外国では他にThe Toilet of Venus、Venus and Cupid、La Venus del espejoor、La Venus del espejo などと呼ばれている。1647年から1651年にかけて、ベラスケスがイタリアに滞在していたときに描かれたものといわれ、ローマ神話の女神であるヴィーナスが裸体でベッドに横たわり、彼女の息子である愛の神キューピッドが支える鏡に見入っているという構図の絵画である。
古代からバロック期にいたるまでの数多くの絵画が、ベラスケスのこの作品に影響を与えたといわれる。イタリアの画家たちが描いた裸体のヴィーナス、たとえばジョルジョーネの『眠れるヴィーナス  （Sleeping Venus, 1510年 アルテ・マイスター絵画館蔵）』、ティツィアーノの『ウルビーノのヴィーナス  (Venus of Urbino, 1538年 ウフィツィ美術館蔵)』などである。ベラスケスはこの絵画にそれまでのヴィーナスの作品でよく描かれた、ベッドや長椅子に横たわるヴィーナス、鏡に映った自分自身を見つめるヴィーナスという二つのポーズを取り入れている。この作品は以降のさまざまな絵画表現における出発点となった。それは中央に鏡を配置することにより、鑑賞者に背を向けているヴィーナスの向こうむきの表情まで表現していることなどである 。
『鏡のヴィーナス』はベラスケスが描いた裸婦画で唯一現存している作品で、厳格なカトリック教国であった当時のスペインにおいて17世紀に異端審問によって徹底的に弾圧の的となった裸婦を描いたスペイン絵画で残っている非常に数少ないものの一つである。こういった弾圧にもかかわらず、外国の画家たちによって描かれた裸婦画はスペイン貴族階級の間で熱心に収集されており、『鏡のヴィーナス』も、イングランドのヨークシャーにあるカントリーハウスのロークビー・パーク (en:Rokeby Park) へ持ち込まれる1813年まではスペイン宮廷人の家に飾られていた。
この絵画は1906年にナショナル・アート・コレクション・ファンド (en:National Art Collections Fund) によってロンドン・ナショナル・ギャラリーのために購入された。1914年にはフェミニスト活動家のカナダ人メアリ・リチャードソンによって切り付けられひどく損傷したが、すぐに修復され、ロンドン・ナショナル・ギャラリーに元通り展示されている。

## 概要
『鏡のヴィーナス』はローマ神話の愛と美と豊穣の女神であるヴィーナスが、しどけない姿でベッドにもたれかかっている様子を描いている。古代の芸術作品でも背中を向けたヴィーナスはよく見られた構図で、文学的性愛を表すモチーフであった.。この作品でもヴィーナスは背中を向けており、右ひざは左脚の下に隠れている構図となっている。神話をモチーフにした絵画に通常描き足されている、バラ、宝石、ミルトスといった装飾物は一切描かれていない。また、それまでに描かれたヴィーナスはほとんどがブロンドの髪だが、ベラスケスはこの作品でブルネットの髪のヴィーナスを描いている。彼女の息子であるキューピッドがともに描かれていることによって、初めてこの作品の女性がヴィーナスであると理解できるようになっている。
ヴィーナスはキューピッドによって支えられている鏡を見つめているが、キューピッドにはその象徴である弓矢は描かれていない。この作品が最初に発表されたとき、恐らくは意図的に論争を巻き起こすために「裸婦像 (a nude woman)」として紹介された。この絵のヴィーナスの表情は鏡に映ったイメージとして描かれているが、その顔の特徴はぼかされ、曖昧にしか表現されていない。美術評論家のナターシャ・ウォレスは、ヴィーナスの不明瞭な顔こそがこの絵の本質的な意味を表す鍵かも知れないと考えた。ウォレスは「ヴィーナスの肖像としての顔や描写に神話的な意味は何もない。この絵を観る人それぞれが夢中になる美のイメージが表されている」「ヴィーナスの顔や描写には神話的な意味はなく、神話を隠れ蓑にした性愛画と言える。しかしそれと同時に魅力あふれる素晴らしく美しい作品である」と述べている。
この絵には鏡のフレームに絡みつき、垂らされているピンクのシルクのリボンが描かれている。このリボンが何を表しているのかが美術史家たちによって議論されてきた。それらの議論の中には、恋人同士を結びつけ、また拘束するキューピッドの力を示したものである、鏡を壁に掛けるためのものである、ヴィーナスの目隠しに直前まで使われたものである、などといった見解もあった。評論家のフリアン・ギャラーゴは、キューピッドの表情が非常に憂鬱に見えることに着目し、このリボンがヴィーナスを美の女神の名の下に拘束するものではないかと考え、この絵を「美に征服された愛 (Amor conquered by Beauty)」と名付けた。
ベッドのシーツはヴィーナスの身体に沿ってしわになり、そのなめらかな肢体を強調する役割を与えられている。使用されている色は主にレッド、ホワイト、グレイの濃淡で、これらはヴィーナスの肌の色としても使われている。このシンプルな色の構成は非常に高く評価されてきたが、最近の研究によればグレイのシーツはもともとは深いモーブだったものが、色あせた結果グレイになったとされている。光沢のある明るい色はヴィーナスの肌に「滑らかでクリームのように混ぜ合わされて」使われ、シーツに使われているダークグレイやブラック、壁のブラウンとは対照的に描かれている。

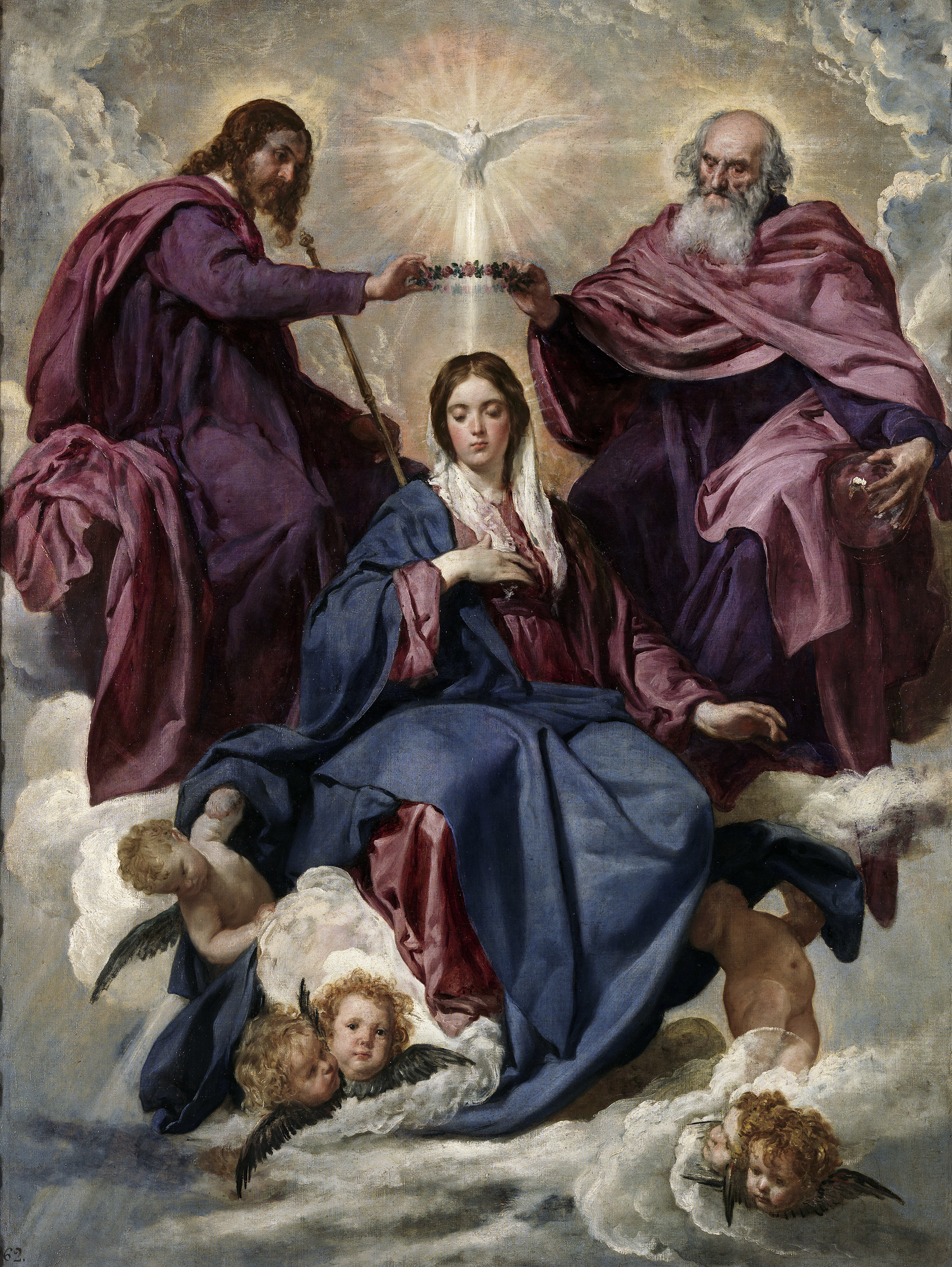
『聖母戴冠 Coronation of the Virgin』 ベラスケス 1641-1642年頃

『鏡のヴィーナス』はベラスケスが描いた作品で現存する唯一の裸婦画であるが、その他に3枚の裸婦画の存在がスペインに記録として残っている。うち2枚はスペイン王室コレクションの記録で、1734年のマドリード王宮の火災で絵が焼失した可能性が高い。残る1枚はドミンゴ・ゲルラ・コロネルのコレクションとして記録されている。これらの絵はそれぞれ、『もたれかかるヴィーナス (a reclining Venus)』、『ヴィーナスとアドニス (Venus and Adonis)』、『プシュケとキューピッド (Psyche and Cupid)』と名付けられていた。
ベラスケスは裸婦画を生涯にわたって描き続けたと考えられているが、そのモデルは同一人物ではないかと推測されている。当時のスペインでは芸術家が制作のために男性のヌードモデルを雇うことは認められていたが、女性のヌードモデルを使うことは問題視されていた。『鏡のヴィーナス』はベラスケスがローマに滞在していたときに描かれたものであると言われ、美術史家のアンドレアス・プラーターは、ローマでのベラスケスが「生身の女性のヌードモデルを使うべきであるという考えるにいたるような、放埒な生活を送ったのは間違いない」としている。この絵はベラスケスのイタリア滞在時の愛人を描いたものではないかと考えられており、さらにこの女性はベラスケスとの子供を産んだとも言われている。プラド美術館所蔵の『聖母戴冠 (Coronation of the Virgin, 1640年頃)』、『アラクネの寓話（織女たち）(Las Hilanderas, 1657年頃)』など、他にもこの女性がモデルになっている絵があると考えられている。
この絵ではヴィーナスもキューピッドも制作中に何度も描き直されており、ヴィーナスの腕の位置が現在とは違って、左肩や頭に描かれていた跡が残っている。赤外線分析ではもともとヴィーナスの頭部は左よりで、身体を起こした構図だったことが明らかにされた。絵の左側のヴィーナスの左脚とキューピッドの脚の部分は一見未完成にも見えるが、同じような表現はベラスケスの他の多くの作品にも見られ、恐らく意図的なものである。1965年から1966年にかけてこの絵は洗浄修復され、それまでの評論家たちの主張とは異なり、ごくわずかではあるが後世に他の画家によって加筆されていることが判明した。

## 影響を受けている作品

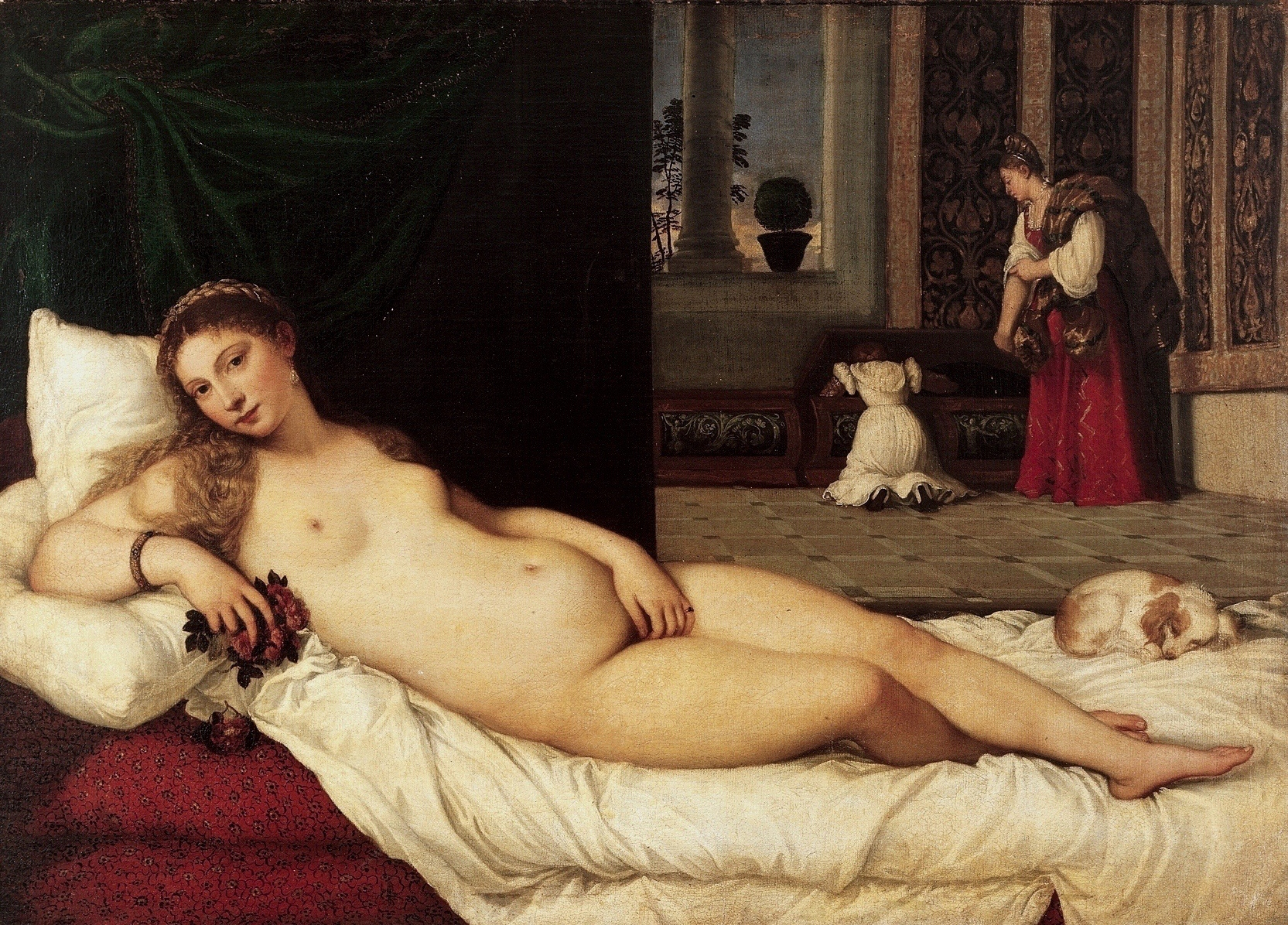
『ウルビーノのヴィーナス Venus of Urbino』 ティツィアーノ 1538年

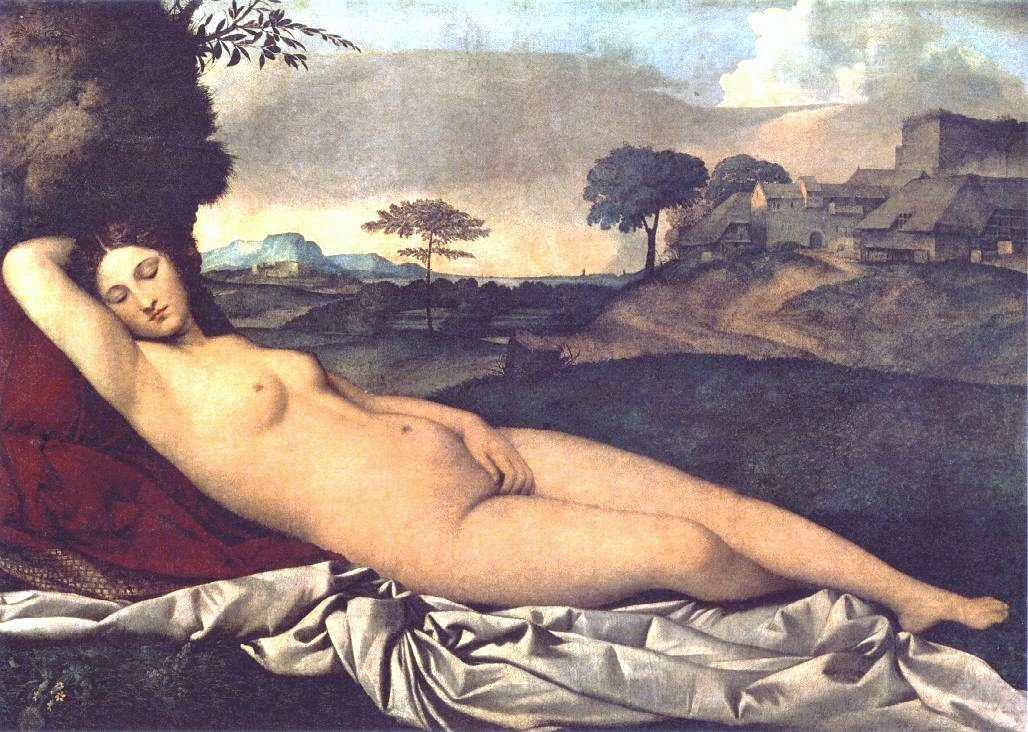
『眠れるヴィーナス Sleeping Venus』 ジョルジョーネ 1510年

イタリア、特にヴェネツィア派の画家たちによる裸婦画やヴィーナス像はベラスケスに影響を与えている。しかしながらプラーターによればベラスケスのこの絵は「独自の美術様式を確立している。多くの絵画の影響を受けてはいるが、直接に模範にしたような作品は存在しない。学者がそんな作品を探そうとしても無駄なことだ」としている。
この絵が影響を受けている絵画とはティツィアーノの『ヴィーナスとキューピッドとライチョウ (Venus and Cupid with a Partridge, 1550年 ウフィツィ美術館蔵)』、『
ヴィーナスとオルガン奏者とキューピッド (Venus and Cupid with an Organist, 1548年頃 プラド美術館蔵)』、特に『ウルビーノのヴィーナス』、ヴェッキオの『横たわる裸婦 (Reclining Nude)』、ジョルジョーネの『眠れるヴィーナス』などである。すべて豪奢な織物にもたれかかったヴィーナスの構図で、屋外を描いたヴェッキオとジョルジョーネの絵でもこの構図は変わらない。
中央に置かれた鏡はイタリアルネサンス最盛期の画家たちからの影響を受けている。ティツィアーノ、ジローラモ・サヴォルド (en:Girolamo Savoldo)、ロレンツォ・ロットなどで、彼らは単なる柱や装飾物などとは異なり、鏡を主要な題材として絵画に表現した。ティツィアーノとルーベンスはこの絵が描かれる以前に、鏡に見入るヴィーナスの絵を描いている。二人ともスペイン宮廷と深い関係のあった画家で、ベラスケスも彼らの作品を目にする機会は多かったものと思われる。しかしながら「細いウェストと張り出したヒップで描かれたこの女性は、古代の彫刻に影響を受けている丸みをおびたイタリアの裸婦画との共通点はない」

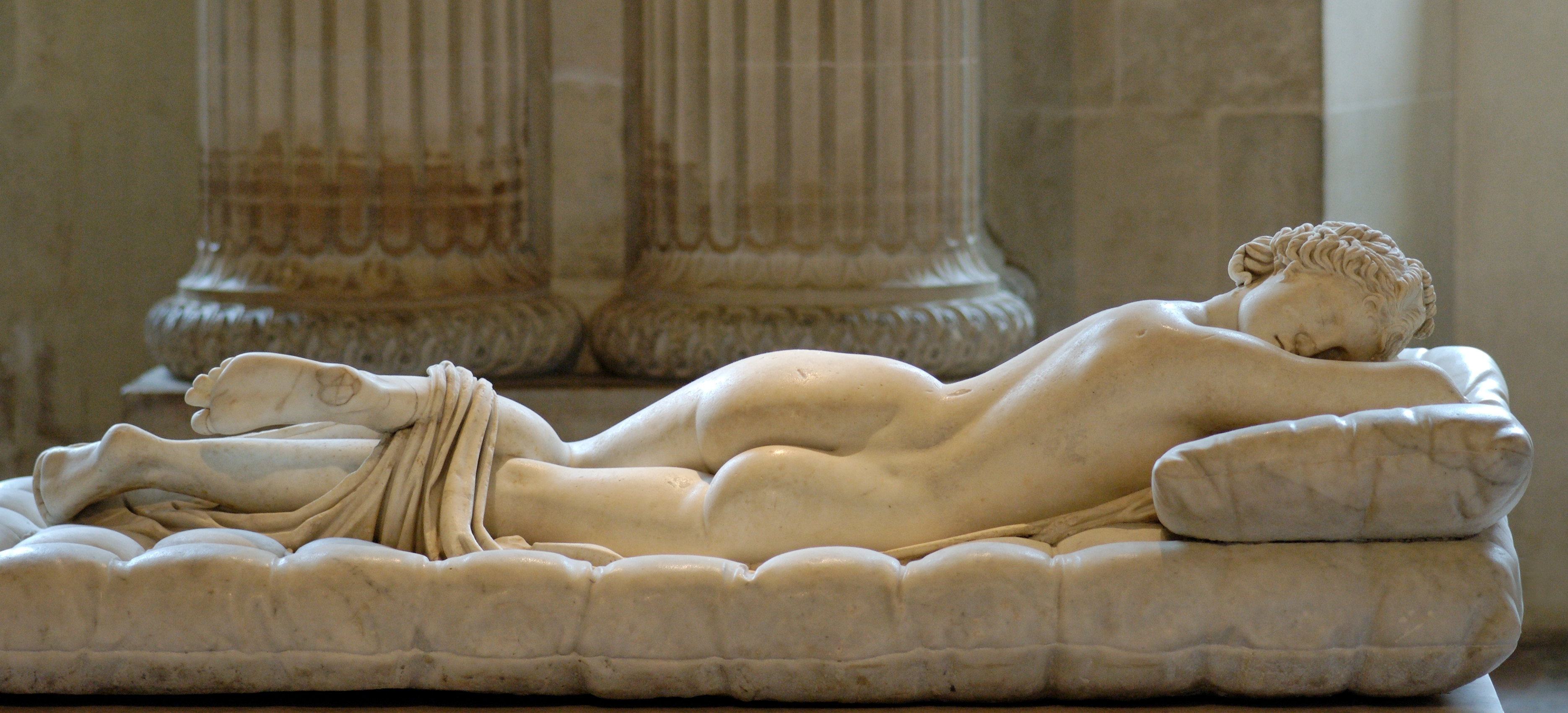
『ボルゲーゼのヘルマプロディートス (Borghese Hermaphroditus)』

『鏡のヴィーナス』が画期的な点は、主題の人物像が背中を向けて鑑賞者から距離を置いていることにある。すでに版画ではジュリオ・カンパニョーラ （Giulio Campagnola）、アゴスティーノ・ヴェネツィアーノ (Agostino Veneziano)、ゼーバルト・ベーハム (Hans Sebald Beham) などの作品や、当時マドリードで見ることが出来た古代彫刻の複製にも同様の構図の作品は存在しており、ベラスケスも目にしていたはずである。現在フィレンツェのピッティ宮殿で見ることができる『眠れるアドリアーネ (Sleeping Ariadne)』は当時ローマにあり、ベラスケス自身が王室コレクションのために1650年から1651年にかけてその複製を依頼している。現在ルーブル美術館にある、『鏡のヴィーナス』と同様にウエストからヒップの曲線が強調された『ボルゲーゼのヘルマプロディートス (Borghese Hermaphroditus)』の彫刻複製もマドリードに送られていた。前例があるとはいえ、このような前例の作品要素を組み合わせ、絵画に再構成したベラスケスの作品は独自の物であると言える。

## 17世紀のスペイン裸婦画

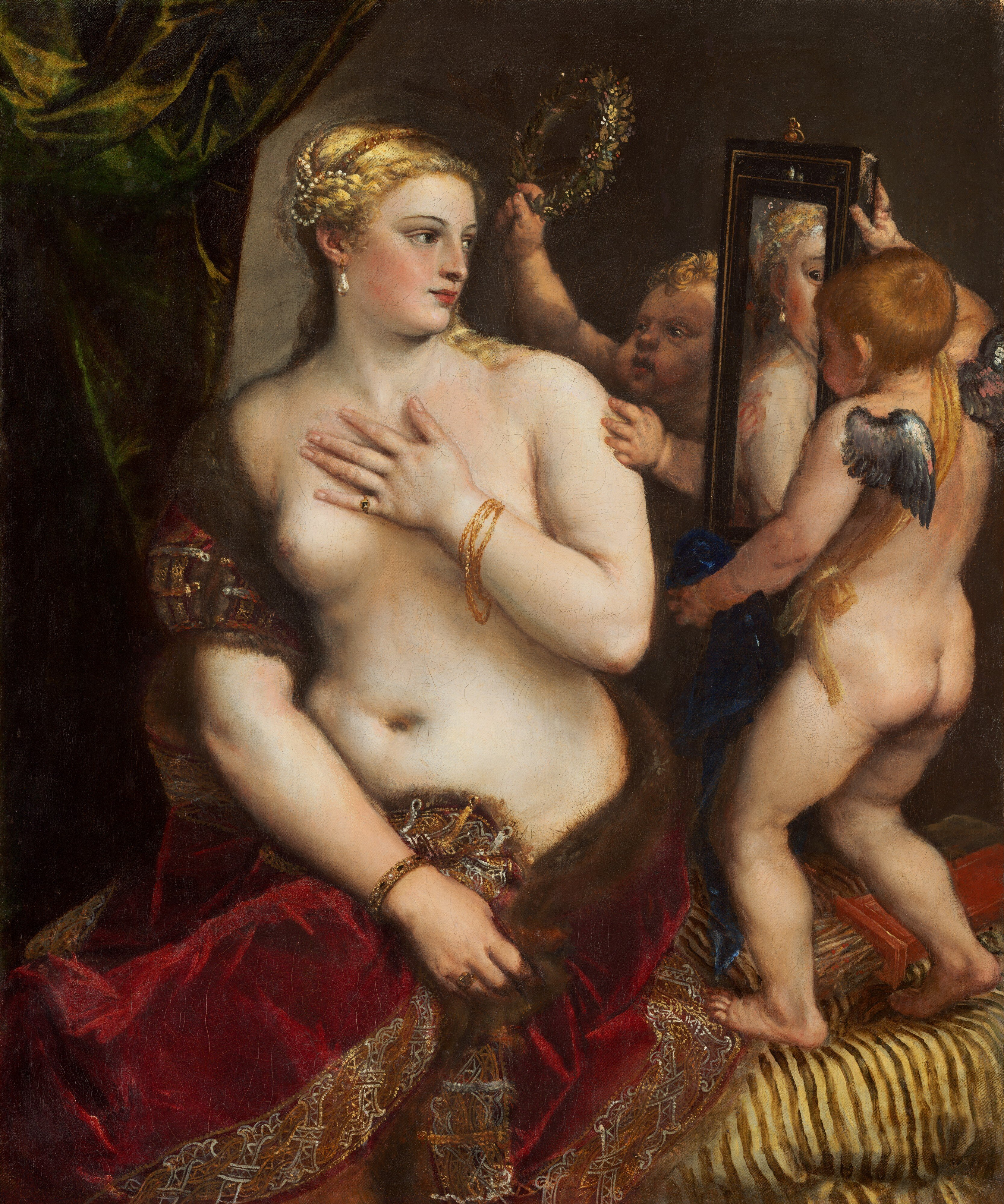
『鏡を見るヴィーナス Venus at her toilet』 ティツィアーノ 1555年頃

17世紀のスペインでは裸婦画は公式に禁じられていた。裸婦画は異端審問所によって没収、塗りつぶされ、わいせつ、不道徳な絵を描いたとみなされた画家は破門されるか、罰金あるいは一年間のスペイン追放といった処罰を受けた。しかしながら知識階級、貴族階級層では芸術の追求は道徳の問題にとらわれるものではないと考えられ、プライベート・コレクションには主に神話を題材にした多くの裸婦画が存在していた。芸術を愛し、ベラスケスのパトロンでもあったスペイン王フェリペ4世はティツィアーノやルーベンスが描いた裸婦像を多く所有しており、ベラスケスもフェリペ4世お気に入りの画家として、裸婦画を描くことを問題視する必要はなかった。当時の主要な絵画コレクターは、自身の個室に神話を主題とした裸婦画を飾っており、フェリペ4世の場合は「国王陛下が食後にくつろぐ部屋」に、先々代のスペイン王フェリペ2世から受け継いだティツィアーノの『ポエジア (poesies)』や、王自らルーベンスに描かせた裸婦画があった。『鏡のヴィーナス』もスペインにあった当時はこのような部屋に飾られていたのかも知れない。芸術を愛したフェリペ4世の宮廷では「絵画は多くの人々に歓迎され、裸婦画は特定の限られた人々に歓迎された。しかし同時に、裸婦画を描かないように画家たちは非常に大きな圧力をかけられた」

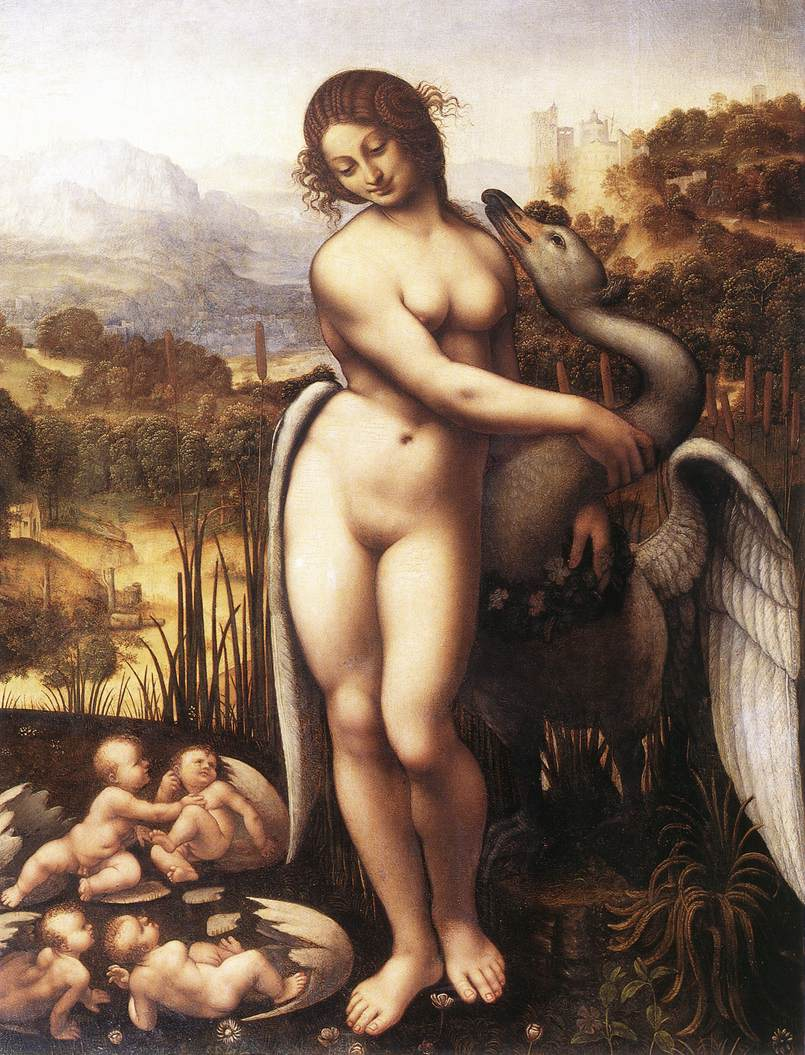
『レダと白鳥 Leda and the Swan』 レオナルド・ダ・ヴィンチ 1515年 - 1520年（Cesare da Sesto による模写 ）

裸婦画に対する当時のスペインの姿勢は、他のヨーロッパ諸国に比べて独特のものだった。裸婦画はスペイン国内の鑑定家、知識階級たちに評価されていたが、懐疑的に見られることが多かった。胸元を見せる低いネックラインの服が当時の女性の間で着用されていたが、美術史家のザイーラ・ヴェリス は「著名な女性がこのように胸元をあらわにした姿は、礼節上絵に描かれることは難しいだろう」と述べている。17世紀のスペインにおいて芸術における裸体は、道徳、権力、芸術観などに束縛されていた。このような傾向はスペイン黄金世紀の文学にも影響しており、スペイン人劇作家ロペ・デ・ベガの戯曲である『La quinta de Florencia』では、神話を題材にしたミケランジェロが描いた半裸の人物の絵を見て女性を暴行する貴族が登場する。
対照的に当時のフランスでは、胸元があらわで、細いコルセットを身につけた女性の絵画がしばしば描かれた。しかしながらフランス王室による、裸婦が描かれたレオナルド・ダ・ヴィンチの有名な『レダと白鳥』やミケランジェロの作品破棄、コレッジョの作品に対する裸婦画部分の切断など、フランスでも裸婦画が論争の的になっていたことは明らかである。北欧では巧みに布で肌を隠した裸婦像は認められていた。胸があらわに描かれたルーベンスの『ミネルヴァに扮したマリー・ド・メディシス（Minerva Victrix, 1622年 - 1625年）』や、ヴァン・ダイクの『ヴィーナスとアドニスに扮したバッキンガム公爵夫妻（The Duke and Duchess of Buckingham as Venus and Adonis, 1620年）』などがある。
17世紀のスペイン美術では、神話上のシビュラ (en:sibyls)、ニンフ、女神などの描写であっても女性の身体は完全に隠された。1630年代から1640年代には風俗画、肖像画、歴史画からも胸をあらわにした女性はもちろん、腕を露出した女性すらも全くといえるほど描かれていない。1997年に美術史家のピーター・チェリーは、ベラスケスがこういった当時の風潮を克服しようとして、背中を向けたヴィーナスを描いたのではないかと推測している。18世紀半ばになっても、アルバ公爵のコレクションに加えられた裸体のヴィーナスを描いたイギリス人画家自ら「題材に問題があるため壁に掛けてはならない」としている。

## 来歴
『鏡のヴィーナス』は、ベラスケスの傑作絵画のひとつとして長期間所有されてきた。フェリペ4世の近臣だったガスパール・メンデス・デ・ガズマン・アーロが所有していた絵画コレクションの、1651年6月1日付けの目録にこの作品が記録されていることが1951年に判明した。オリバーレス伯公爵だったアーロはベラスケスの最初のパトロンの甥で、有名な道楽者だった。美術史家のドーソン・カーはアーロのことを「女性を愛するのと同じくらいに絵画を愛した」そして「賞賛する人でさえ、彼が若いころに下級階層の女性に示した、度を過ぎた耽溺を嘆いていた」と書いている。このような理由で、アーロは絵画を集めるようになったのではないかと思われている.。さらに2001年に美術史家のアンヘル・アテリドが、『鏡のヴィーナス』はマドリードの画商で、画家でもあったドミンゴ・ゲーラ・コロネル (Domingo Guerra Coronel) が最初の所有者で、コロネルが死去する数年前の1652年にアーロに売却されたことを発見した。コロネルがなぜこの絵を所有していたのか多くの謎に包まれている。どうやって、いつ入手したのか、なぜコロネルの絵画目録にベラスケスの絵画が記録されていないのか、などである。美術評論家のハヴィエル・ポルトゥスは、絵画目録にこの絵が記録されていないのは裸婦を描いた絵だったためではないかと推測し、「この種の絵画は人目をはばかるものだとみなされていたため、用心深く隠匿されていた」と考えている。

ラス・メニーナス（女官たち） Las Meninas』ベラスケス 1656年

このような新事実はこの絵画の正確な来歴の把握を困難にしている。力強い色彩や色調はこの作品がベラスケスの円熟期に描かれたものであろうことを示唆しているが、それでも正確な制作年代ははっきりしていない。この絵が最初に完成した年代（完成後にベラスケス自身が描き直し、加筆した可能性もある）の、もっとも有力な説は1640年代終わりか1650年代初めである。いずれにせよ、彼がスペインか、あるいは最後にイタリアに滞在していた時期となる。もしこの説が正しいならば、『鏡のヴィーナス』は、ベラスケスが最晩年に到達する画風の過渡期の作品となる。彼の初期における慎重な人物造形と力強い色調のコントラストは、後期の傑作『ラス・メニーナス（女官たち）（Las Meninas, 1656年 プラド美術館蔵）』で頂点に達した、抑制された精妙な表現へと移行しているのである。

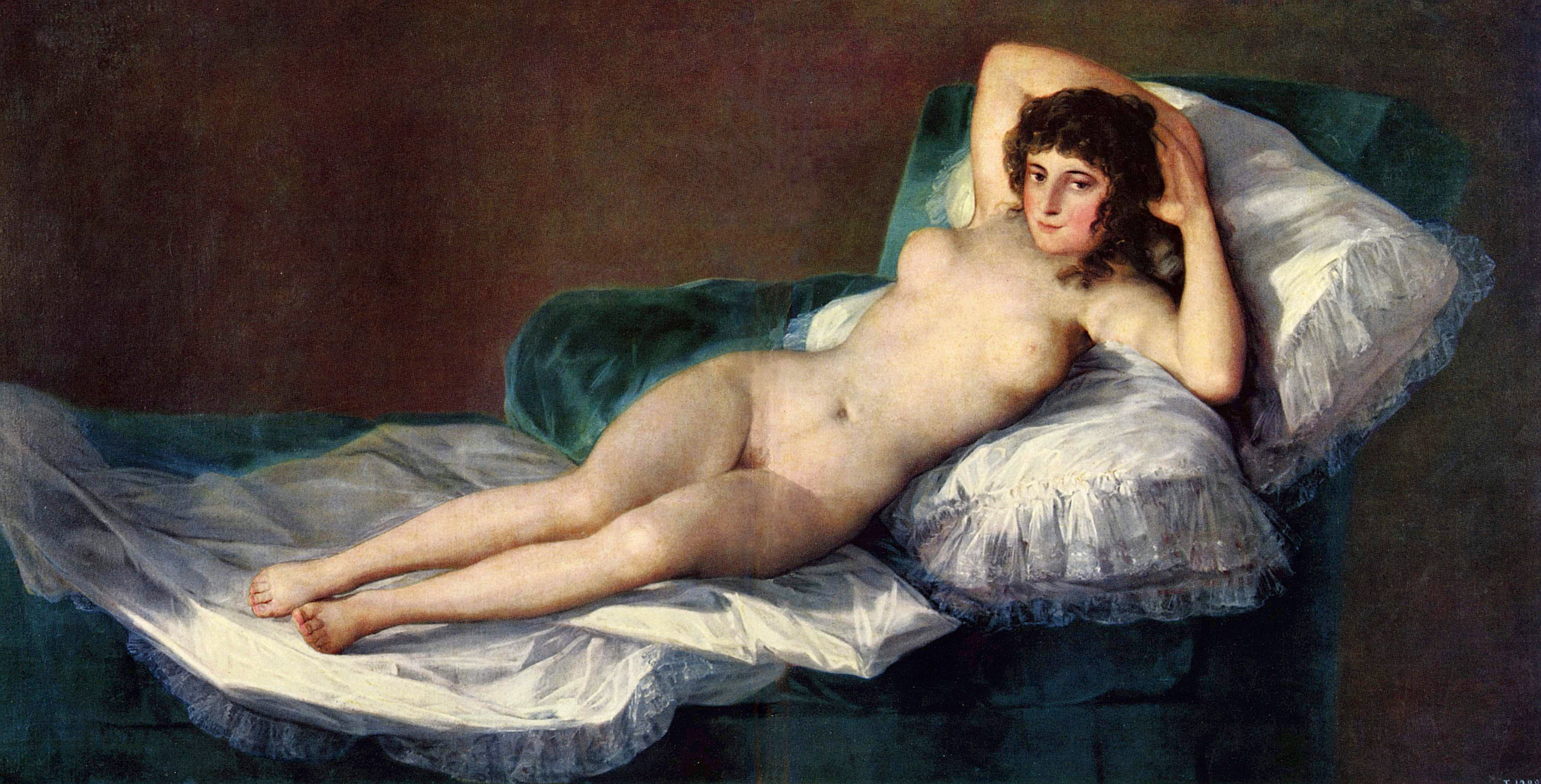
『裸のマハ La maja desnuda,』ゴヤ 1797-1800年

『鏡のヴィーナス』はアーロから、第10代アルバ公爵フランシスコ・デ・アルバレスの妻であり、第7代カルピオ侯爵夫人でもあった彼の娘のカタリーナへ譲られた。1802年にスペイン王カルロス4世はアルバレスに、王の寵臣で首相であったマヌエル・デ・ゴドイに『鏡のヴィーナス』を含む、数枚の絵画を売却するように命じた。ゴドイは彼自身が注文したとも言われているゴヤの傑作、『裸のマハ（La maja desnuda / The Nude maja, 1797年-1800年 プラド美術館蔵）』と『着衣のマハ（La maja vestida / The Clothed Maja, 1798年-1805年 プラド美術館蔵）』と並べて、『鏡のヴィーナス』を暖炉のそばに飾った。これらのゴヤの作品はベラスケスの『鏡のヴィーナス』に構成が非常によく似ているが、ベラスケスと違って、ゴヤは18世紀スペインの他国に比べて退歩的であった羞恥心や嫌悪心といった思想風潮に対する挑発として、これらの裸婦画を描いた 。
その後『鏡のヴィーナス』は友人で画家のトーマス・ローレンス卿の助言を受けたジョン・モリットによって500ポンドで購入され、1813年にイングランドに持ち込まれた。彼はこの作品をヨークシャーのロークビー・パークにあった自身のカントリーハウスに飾った。このことからこの作品は『ロークビーのヴィーナス (The Rokeby Venus)』と呼ばれることもある。1906年にこの作品は、当時新設されたナショナル・アート・コレクション・ファンドが、ロンドン・ナショナル・ギャラリーに最初に購入した絵画となった。イギリス王エドワード7世はこの作品を非常に気に入り、購入資金として匿名で8,000ポンドを寄付し、その後このファンドのパトロンとなった。

## 後世への影響

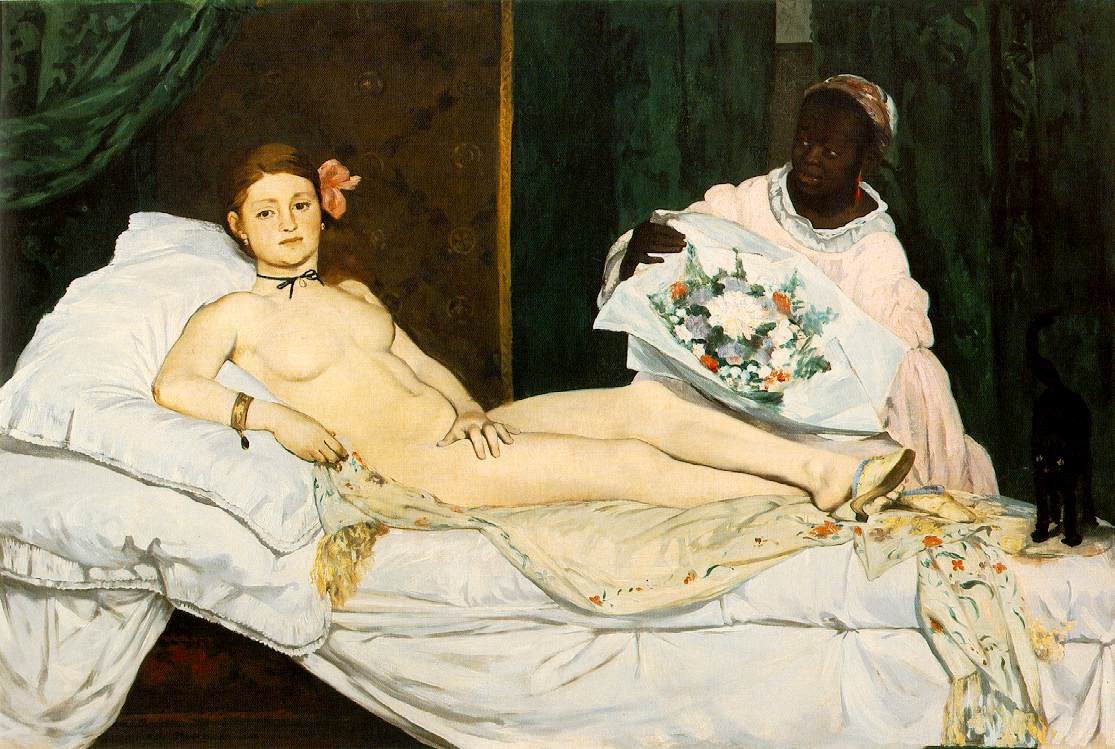
『オランピア Olympia』マネ 1863年

ベラスケスは19世紀半ばまで後世に評価されず、絵画表現上の追随者も、作品が模倣されることもほとんどなかった。近年まで『鏡のヴィーナス』の視覚的、構成的革新性は他の画家たちによって発展させられることはなく、それはこの作品が俗悪なものであるという偏見も大きく影響していた。1857年にマンチェスターで開催された「マンチェスター美術名宝博覧会 (Manchester Art Treasures Exhibition)」で、ベラスケスの名前が25枚の絵画によって紹介され、『鏡のヴィーナス』の存在が知られることになる。この博覧会までベラスケスの絵画はプライベートコレクションにひっそりと眠っているだけで、この作品が他の芸術家たちによって模倣されることはなかった。1890年と1901年に、後にモリットからこの作品を購入したアグニューらによって、ロンドンの王立芸術院に展示された。その後、『鏡のヴィーナス』は1906年にナショナル・ギャラリーに収蔵されると人目につく場所に展示され、模写された絵画を通して広く知られるようになった。この絵を目にした画家たちの作品にその影響が現れるまでには、長い時間を必要としたのである 。

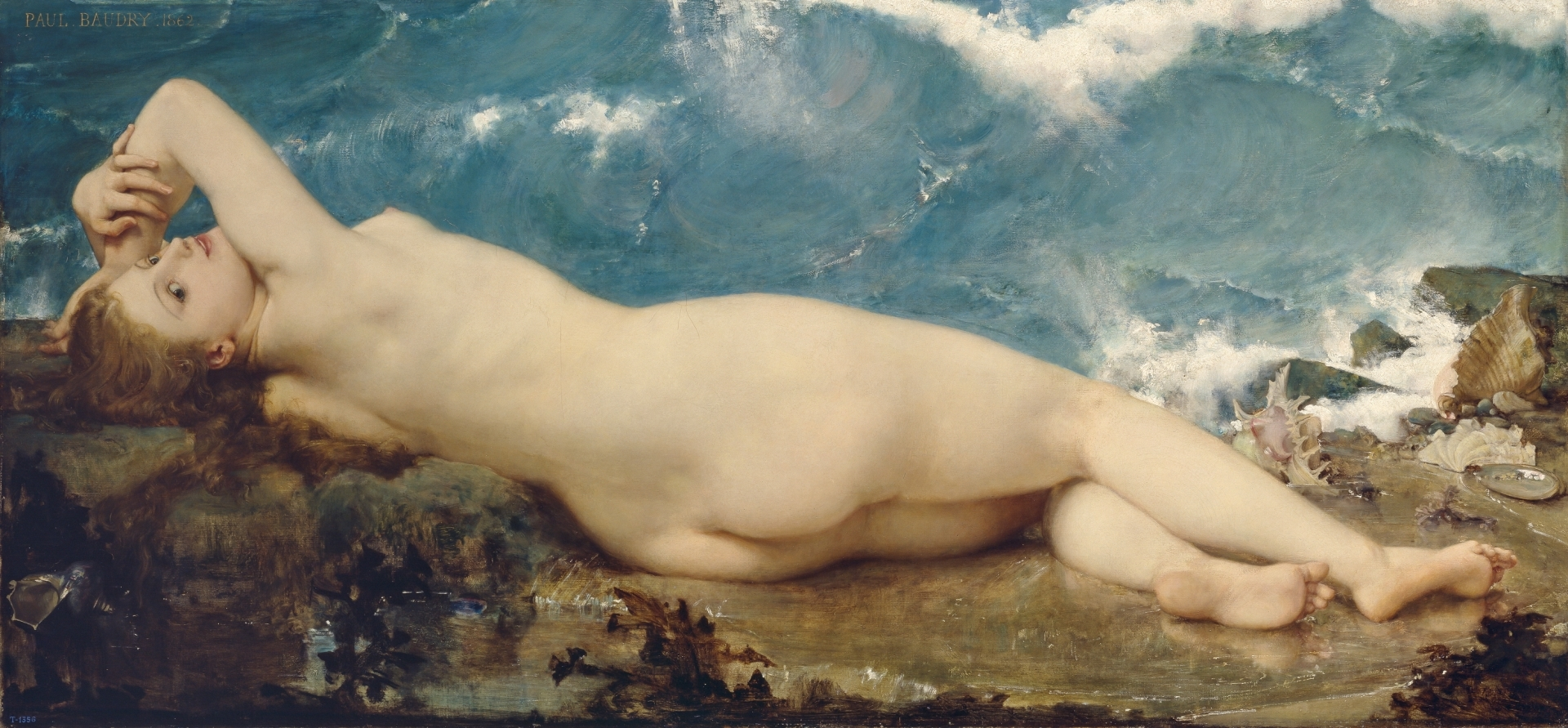
『真珠と波 The Pearl and the Wave』 一部 ボードリー 1862年

この作品は、モデルとの性的な関係をも想起させるような親密な瞬間を切り取ったもので、それまでの古代芸術やヴェネツィア派画家たちが描いてきたヴィーナスの寝姿の表現とは、劇的なまでにかけ離れていた。しかしながら、それまで女神を題材とした絵画では当然のように描き加えられていた宝石や装飾品を一切使わずにベラスケスが描いたこのシンプルな裸婦画は、後世のアングル、マネ、ボードリーといった裸婦画を描いた画家たちによって研究され、模写されることとなる。それまでも多くの画家が同じように寝そべっている裸のヴィーナスの絵を描いてきたにもかかわらず、裸のヴィーナスが寝そべり、さらに背中を向けているというベラスケスの構成は非常に斬新なものだったのである。マネは全裸の女性を題材とした作品『オランピア （Olympia, 1863年 オルセー美術館蔵）』で『鏡のヴィーナス』のポーズを反転させて、天界の女神ではなく本物の女性の裸婦画として置き換えて見せた。1863年に『オランピア』が最初に紹介されたときに、パリの美術界は大きな衝撃を受けた。『鏡のヴィーナス』が鑑賞者を鏡を通して視線を向けていたのと同様に、『オランピア』は鑑賞者を直接見つめていたのである。

## 損壊事件
1914年3月10日にフェミニスト活動家であるカナダ人女性メアリー・リチャードソン (en:Mary Richardson) がナショナル・ギャラリーに立ち入り、持っていた肉切り包丁で『鏡のヴィーナス』に切りつけた。以前から婦人参政権論者たちがナショナル・ギャラリーを襲撃する可能性があることは警告されており、その前日に仲間の婦人参政権論者であったエメリン・パンクハーストが逮捕されたことに対する報復として、リチャードソンがこの事件を起こしたと考えられた。リチャードソンは描かれているヴィーナスの肩から腰にかけて7箇所の傷をつけたが（英語版記事の写真参照）、ナショナル・ギャラリーの主任修復家だったヘルムート・ルーマンによってほぼ元通りに修復することに成功した 。
リチャードソンには美術品損壊に対する刑罰としては最高刑の禁固6か月が言い渡された。その直後に彼女は、婦人参政権論者の集団である婦人社会政治連合 (en:Women's Social and Political Union) に宛てて「私は神話の歴史のなかでもっとも美しい女性を描いた絵を攻撃した。それは現代史においてもっとも品性美しい人物であるエメリン・パンクハースト夫人をイギリス政府が攻撃していることへの抗議である」という声明を出した。リチャードソンは1952年にもインタビューに応じ「ナショナル・ギャラリーを訪れた男性客たちが、あの絵に長いこと見とれているのが我慢できなかった」と付け加えている。
フェミニスト作家であるリンダ・ニードは「あの事件は、女性ヌードに対するフェミニスト的態度の見方の象徴となった。ある意味で、あのような見方が、フェミニズムというもののステレオタイプとして広く認知されるようになってしまった」と考察している。
当時のこの事件に関する報道から、『鏡のヴィーナス』が一般に単なる芸術作品として見られていたわけではないのは明らかである。当時の記者たちは「殺人」(murder)という言葉を使ってこの事件を説明することが多く（リチャードソンは「切り裂きメアリー (Slasher Mary)」と呼ばれた）、絵に描かれた女性像に対する表現ではなく、生身の女性に怪我を負わせたかのような表現を用いた。高級紙のロンドン・タイムズでさえ、『鏡のヴィーナス』の来歴に関する記事のなかで、絵画のヴィーナスの切られた跡を「首の残酷な傷跡 (wound)」と記述し、それは肩や背中の切られた箇所の記述についても同様であった。